# Hatch Plain
Die Hatch Plain ist eine kleine, 1350 m hohe und von Geröll überlagerte Hochebene im ostantarktischen Coatsland. In der Shackleton Range liegt sie am Ostrand der Du-Toit-Nunatakker in den Read Mountains.
Die United States Navy fertigte 1967 erste Luftaufnahmen an. Vermessungen nahm der British Antarctic Survey zwischen 1968 und 1971 vor. Das UK Antarctic Place-Names Committee benannte sie 1972 nach dem britischen Geologen Frederick Henry Hatch (1864–1932), Autor von Standardwerken zur magmatischen und sedimentären Petrologie.